# 和泉市立信太中学校
和泉市立信太中学校（いずみしりつ しのだちゅうがっこう）は、大阪府和泉市にある公立中学校。
旧泉北郡信太村の学校として、1947年に創立した。和泉市北部、旧信太村の区域のうち阪和線以東と、新興住宅地「鶴山台」を校区としている。

## 沿革
- 1947年4月21日 - 泉北郡信太村立中学校として開校。
- 1960年8月1日 - 信太村が和泉市に編入されたことに伴い、和泉市立信太中学校に改称。
- 1969年5月10日 - 和泉市太町978番地（現在地・当時の住所表示）に移転。
- 1976年4月1日 - 和泉市立富秋中学校の開校に伴い、従来の信太中学校校区の一部を富秋中学校校区へ分離編入。

## 通学区域
- 和泉市立鶴山台北小学校、和泉市立鶴山台南小学校の通学区域全域。
- 和泉市立信太小学校の通学区域の一部。

## 交通
- JR阪和線北信太駅から南東へ徒歩15分
- 南海バス北信太駅筋バス停から鶴山台回りで信太中学校前バス停下車。